# Bulbophyllum lokonense
Bulbophyllum lokonense là một loài phong lan thuộc chi Bulbophyllum.